# Carlo Fidanza
Carlo Fidanza (ur. 21 września 1976 w San Benedetto del Tronto) – włoski polityk, eurodeputowany VII, IX i X kadencji, parlamentarzysta krajowy.

## Życiorys
Ukończył studia z zakresu stosunków międzynarodowych na Katolickim Uniwersytecie Najświętszego Serca w Mediolanie.
Od połowy lat 90. zaangażowany w działalność polityczną. Wstąpił do młodzieżówki Włoskiego Ruchu Socjalnego, następnie został członkiem Azione Giovani, organizacji afiliowanej przy Sojuszu Narodowym. W 2004 został wiceprzewodniczącym szczebla krajowego tej organizacji. Pracował m.in. jako doradca ministra rolnictwa Gianniego Alemanno (ds. kontaktów z instytucjami i współpracy międzynarodowej). W 2006 został radnym Mediolanu.
W wyborach w 2009 z listy Ludu Wolności uzyskał mandat posła do Parlamentu Europejskiego VII kadencji. Przystąpił później do partii Bracia Włosi. W 2018 z ramienia tego ugrupowania został wybrany do Izby Deputowanych. W 2019 powrócił natomiast w skład Europarlamentu jako deputowany IX kadencji. Został objęty postępowaniem w sprawie korupcji politycznej; w 2023 wynegocjował ugodę z prokuratorem dotyczącą wymierzenia kary pozbawienia wolności z warunkowym zawieszeniem jej wykonania.
Z powodzeniem ubiegał się o europarlamentarną reelekcję w 2024.